# Ангелы ада
«Ангелы Ада» (англ. Hells Angels) — один из крупнейших в мире мотоклубов, имеющий свои филиалы (так называемые «чартеры») по всему миру. Входит, наряду с Outlaws MC, Pagans MC и Bandidos MC, в так называемую «большую четвёрку» outlaw-клубов и является наиболее известным среди них.
Правоохранительные органы ряда стран называют клуб «бандой мотоциклистов» и обвиняют в торговле наркотиками, рэкете, торговле краденым, насилии, убийствах и т. д. Члены клуба утверждают, что являются мирными энтузиастами мотоциклов, объединившимися для совместных мотопробегов, собраний и проведения общественных мероприятий.

## История

### Предпосылки
По легенде, отражённой на официальном сайте мотоклуба, в годы Второй мировой войны в американских ВВС существовала 303-я эскадрилья тяжёлых бомбардировщиков с названием Hell’s Angels, названная так в честь фильма режиссёра Говарда Хьюза «Ангелы ада», который любили многие пилоты. После окончания войны и расформирования подразделения, лётчики остались без работы. По их мнению, родина их предала и бросила на произвол судьбы. Им ничего не оставалось, как пойти против своей «жестокой» страны, сесть на мотоциклы, объединяться в мотоклубы (англ. motorcycle club (MC)) и бунтовать.

### Основание
По одной из версий, членам двух мотоклубов — Boozefighters и Pissed Off Bastards, известных по событиям в городе Холлистер (Калифорния, США), на основе которых позже был снят фильм «Дикарь», пришлось по душе предложение ветерана эскадрильи «Ангелы Ада» Арвида «Oley» Ольсена объединиться и принять это название и эмблему для своего клуба. Это произошло в 1953 году в Сан-Франциско (Калифорния).
По другой версии, «Ангелами Ада» первыми стали называться 13 человек из калифорнийского города Сан-Бернардино в 1955 году.
Позже президент отделения из Сан-Франциско Фрэнк Сэдлик (англ. Frank Sadliek) разработал официальный логотип Hells Angels МC — череп с крыльями. Примерно в это же время официальными цветами клуба стали белый и красный.

### Развитие
В 1960-х годах президентом филиала в городе Окленд (Калифорния, США) стал Ральф Губерт Баргер (англ. Ralph Hubert Barger), более известный как Сонни Баргер (со временем он стал не только руководителем оклендского чаптера, но и президентом Hells Angels MC World). Баргер впервые зарегистрировал бренд «Ангелы Ада» и символику в виде черепа с крыльями. При нём байкеры впервые стали регулярно совершать мотопробеги и платить членские взносы. Благодаря харизматичности Баргера и врождённому таланту к PR, не только оклендский чаптер, но и клуб «Ангелы Ада» в целом стал наиболее известным мотоклубом в мире.
В частности, сам Сонни и ряд членов клуба снимались в нескольких голливудских фильмах, а во время вьетнамской войны, Баргер написал президенту США Линдону Б. Джонсону письмо, получившее широкое освещение в прессе:
ПРЕЗИДЕНТУ ЛИНДОНУ Б.ДЖОНСОНУ
1600 Пенн Авеню
Вашингтон (Округ Колумбия)
Дорогой господин Президент:

От своего имени и от имени моих товарищей я собираю группу лояльных к власти американцев-добровольцев для исполнения своего долга во Вьетнаме. Мы полагаем, что отборная группа подготовленных боевиков деморализует Вьет Конг и приблизит триумф дела свободы. Мы готовы приступить к тренировкам и исполнению нашего долга немедленно.

С уважением,
РАЛЬФ БАРГЕР МЛАДШИЙ
Окленд, Калифорния
Президент Ангелов АдаХантер Томпсон
При Сонни Баргере мотоклуб также приобрёл современную форму: из аморфного объединения любителей передвижения на двух колёсах он превратился в организацию с уставом, членскими взносами, традициями, жёсткой иерархией (support, hang around, prospect, member) и авторитарным руководством («офицеры», вице-президент, президент).

### Настоящее время
В настоящее время «Ангелы Ада» являются одним из наиболее крупных, если не самым крупным, по количеству членов клуба и филиалов по всему миру, и наиболее известным среди всех outlaw-мотоклубов.
«Ангелы Ада» — это сеть автономных филиалов, существующих в США, Новой Зеландии, Великобритании (в Англии, Уэльсе, Северной Ирландии), Швейцарии, ФРГ, Австралии, Австрии, Канаде, Голландии, Дании, Франции, Бразилии, Норвегии, Швеции, ЮАР, Италии, Лихтенштейне, Финляндии, Испании, Бельгии, Аргентине, Греции, России, Португалии, Чили, Хорватии, Люксембурге, Венгрии, Доминиканской республике, Турции, Чехии, Польше, Исландии, Ирландии, Мальте, Таиланде, Словении, Словакии, Сербии, Румынии, Украине, Литве, Японии, Латвии, Эстонии, Кипре и др. Также существуют клубы, которые пока не входят в структуру «Ангелов Ада», но в ближайшее время могут стать ими: в Болгарии, Уругвае, Перу, Боснии и Герцеговине, Эквадоре, Намибии, Венесуэле. При этом в разных городах одной страны могут существовать отдельные чартеры.

## Организация и символика клуба

### Символика
Официальный логотип клуба Hells Angels представляет собой череп с крыльями. Логотип был скопирован и творчески преобразован из эмблемы подразделений американских ВВС Фрэнком Сэдликом, президентом отделения клуба из Сан-Франциско. В дальнейшем изображение черепа и детали логотипа несколько раз изменялись.
Официальными цветами эмблемы и символики клуба является красный и белый цвета, то есть надписи выполнены красными буквами на белом фоне. Отсюда происходит и одно из прозвищ клуба «Красно-белые» (англ. «The Red and White»).
Ещё один часто используемый эвфемизм для названия клуба — 81, от порядкового номера букв «H» и «A» в английском алфавите. Это сочетание можно увидеть на членах т. н. «поддерживающих клубов» (англ. support club), так как полное название Hells Angels могут носить только полноправные члены «Ангелов Ада».
В символику клуба, носимую на кожаных или джинсовых жилетах, входит: «цвета» (англ. colours), нашивки на спине, состоящие из трёх частей (две дугообразные нашивки — верхний и нижний рокер, и центральная часть, представляющая собой как раз изображение черепа с крыльями); прямоугольные нашивки на груди (четыре штуки, на которых написаны название клуба, место расположения отделения, прозвище байкера и его должность в иерархии клуба). Также используются нашивки с надписью «1 %» и различными аббревиатурами.

### Структура
Hells Angels MC World состоит из отдельных филиалов (отделений) клуба на определённой территории. Большинство крупных мотоклубов называет такие филиалы «чаптер» (англ. chapter), однако Ангелы используют, в том числе на официальном сайте, слово «чартер». Чартер может быть создан на основе уже действующего в данном регионе мотоклуба или создан «с нуля» не менее чем шестью байкерами, разделяющими идеологию, поддерживающими цели и задачи клуба и согласными с уставом.
Прежде чем получить официальное название Hells Angels MC, некоторое количество времени клуб имеет статус «проспект-клуба» (англ. prospect club), то есть находится на «испытательном сроке». Через некоторое время (от одного года до трёх лет), клуб официально входит в структуру Hells Angels MC World и имеет право на ношение «цветов» Ангелов.
В отдельно взятом чартере существует строгая иерархия: от так называемых «болтающихся рядом» (англ. hang around) до президента отделения.

## «Байкерские» войны
Среди мотоклубов часто возникают конфликты, связанные с контролем над территориями. Иногда они перерастают в вооружённые схватки с многочисленными ранеными и убитыми. В количественном выражении в большинстве таких «байкерских войн» чаще всего участвуют представители «Ангелов Ада».
В Германии «Ангелы Ада» в последние годы часто враждовали с соперничающей группировкой «Бандиты» («Bandidos»). В результате регулярных столкновений есть погибшие и раненые с обеих сторон. В мае 2010 года представители обеих группировок встретились в Ганновере и заключили соглашение о перемирии.
Подобные же «байкерские войны» происходили в Дании и других скандинавских странах. Так, например, война за территорию и влияние в распространении наркотиков, получившая название «Великая Нордическая Война Байкеров» (англ. «Great Nordic Biker War»), разразилась между Hells Angels и Bandidos в 1994—1997 гг. В результате произошло 11 убийств, 74 попытки убийства, 96 человек было ранено). Столкновения с участием Ангелов Ада были также в Англии, Канаде и ещё во многих странах, где присутствуют чаптеры «Ангелов» и других мотоклубов на одной территории.

## Полицейские операции против «Ангелов Ада»
Наряду с легальной (салоны по продаже мотоциклов, мастерские по их ремонту, продажа товаров с символикой), «Ангелы Ада» известны также незаконной деятельностью (продажа оружия, наркотиков, рэкет, контроль над проституцией и так далее).
В 2001 году американское Бюро по контролю за алкоголем, табаком и огнестрельным оружием (ATF) начало проведение операции «Чёрное печенье»: в группировку был внедрён агент Джей Добинс (англ. Jay Dobyns). Действуя под именем Джея «Кукиша» Девиса, он заслужил доверие среди «Ангелов», участвовал в крупных делах банды, таких как перевозка крупной партии наркотиков, рэкет, убийства. За это время Добинс собрал доказательства, которые позволили обвинить «Ангелов Ада» в контрабанде наркотиков, вымогательствах и убийствах. Летом 2003 года в результате операции и нескольких рейдов ATF были арестованы 52 «ангела» и их сообщника. 16 человек сели в тюрьму по обвинениям в рэкете и убийствах.
Такие операции правоохранительных органов проводятся и по сей день.
13 декабря 2010 года полиция Германии провела обыски в клуб-хаусе и домах членов клуба в федеральных землях Бавария, Баден-Вюртемберг и Рейнланд-Пфальц. В операции было задействовано более 900 полицейских. В результате несколько человек были арестованы, и изъято большое количество оружия (дробовики, винтовки, самурайские мечи, мачете, ножи и бутылки с зажигательной смесью).
По мотивам одной из таких операций был снят фильм «В погоне за тенью».

## Отношения с властями

### США
Попытка запретить деятельность клуба была предпринята в США в 1986 году: клуб обвиняли в рэкете, ограблении и «крышевании» организованной преступности. Процесс, который длился два года, завершился полным оправданием клуба: судья, известный по прозвищу «Сэм-Вешатель», заявил, что агенты ФБР на каждом из 29 заседаний по делу Hells Angels давали ложные показания.

### Канада
В 2013 году Верховный суд Онтарио вынес специальное заключение, согласно которому Hells Angels не является криминальной организацией.

### Австралия
В Австралии в 2015 году с клуба сняли все обвинения в преступной деятельности.

### Евросоюз
В Германии в июне 2014 года Верховный суд завершил рассмотрение дела клуба, признав его законной ассоциацией, не нарушающей федеральное законодательство Германии. Тем не менее, клуб неоднократно обвиняли в покрывательстве сутенёрства, торговле оружием и наркотиками.
Деятельность клуба полностью была запрещена в 2019 году в Нидерландах решением суда Утрехта: клуб обвинили в создании угрозы общественному порядку. Нидерланды стали первой страной в мире, объявившей клуб вне закона.

### В России
7 июня 2015 года Совет Федерации опубликовал «патриотический стоп-лист» — список некоммерческих организаций, которые должны быть признаны «нежелательными организациями», куда вошли Фонд Сороса, Фонд Макартуров, Freedom House, Национальный фонд демократии и др. Парламентарии призвали граждан присылать свои предложения, и сенатор Виктор Озеров упомянул о поступлении двух обращений от байкерского клуба «Ночные волки», с просьбой включить туда байкерские клубы Hells Angels MC и Bandidos MC. В обращении, подписанном лидером «Ночных волков» Александром Залдостановым вместе с Союзом десантников и «Боевым братством», утверждается, что эти «иностранные организации со штаб-квартирой в США» не соблюдают законы РФ, участвовали в событиях на Майдане и могут быть использованы в качестве основной боевой силы во время «цветной революции» в России. 13 августа председатель комитета Совета федерации по конституционному законодательству Андрей Клишас обратился к Генеральному прокурору Юрию Чайке с предложением внести Hells Angels и Bandidos в список нежелательных организаций.
Представитель мотоклуба Hells Angels Иван (Hippo) охарактеризовал подобные письма как «неджентльменское поведение» и опроверг ряд утверждений. По его словам, в его мотоклубе участвуют патриоты своей страны. Союз десантников Сибири обратился к руководству Союза десантников России и указал, что сведения, изложенные в письме в Совет Федерации, являются недостоверными. В итоге обращение Залдостанова осталось без ответа, хотя в 2017 году он повторно требовал запрета деятельности организации.

## В искусстве

### В литературе
На пике скандальной популярности «Ангелы» были описаны во многих произведениях. По их собственному мнению, лучшей книгой о клубе является «Ангелы Ада» Хантера Томпсона, вышедшая в 1966 году.
Упоминаются в романе «Чёрный дом» С.Кинга и П.Страуба. Авторы сравнивают героев книги, байкеров из Громобойной пятёрки, с «Ангелами Ада».

### В кино
В период 60-70-х годов XX века само понятие «байкер» часто ассоциировалось именно с «Ангелами Ада». В частности, это отражено в названии многих кинокартин этого периода, связанных с поджанром «байкерского кинематографа».
В свет вышло несколько художественных фильмов, в которых показаны «Ангелы Ада»: «Ангелы ада на колёсах», «Ангелы ада», «Ангелы ада ’69», «Дикие ангелы».